# Liriomyza bulnesiae
Liriomyza bulnesiae är en tvåvingeart som beskrevs av Spencer 1963. Liriomyza bulnesiae ingår i släktet Liriomyza och familjen minerarflugor.
Artens utbredningsområde är Venezuela. Inga underarter finns listade i Catalogue of Life.